# Solopaca bianco
Il Solopaca bianco è un vino DOC la cui produzione è consentita nella provincia di Benevento.

## Caratteristiche organolettiche
- colore: paglierino più o meno intenso.
- odore: vinoso, gradevole.
- sapore: asciutto, vellutato.

## Abbinamenti consigliati
cucinato di mare al forno e alla griglia.

## Produzione
Provincia, stagione, volume in ettolitri
- Benevento  (1990/91)  6550,0
- Benevento  (1991/92)  10483,0
- Benevento  (1992/93)  5434,41
- Benevento  (1993/94)  7596,43
- Benevento  (1994/95)  14062,93
- Benevento  (1995/96)  17400,3
- Benevento  (1996/97)  17388,79